# Adămuș (gmina)
Adămuș – gmina w Rumunii, w okręgu Marusza. Obejmuje miejscowości Adămuș, Chinciuș, Cornești, Crăiești, Dâmbău i Herepea. W 2011 roku liczyła 5147 mieszkańców.